# Pteruthius flaviscapis
El timalí-alcaudón cejiblanco (Pteruthius flaviscapis), es una especie de ave paseriforme, perteneciente al género Pteruthius de la familia Vireonidae. Es endémico de Indonesia.

## Distribución y hábitat
Se encuentra únicamente en la isla de Java, Indonesia.
Su hábitat preferencial son las selvas húmedas montanas tropicales y subtropicales.

## Taxonomía

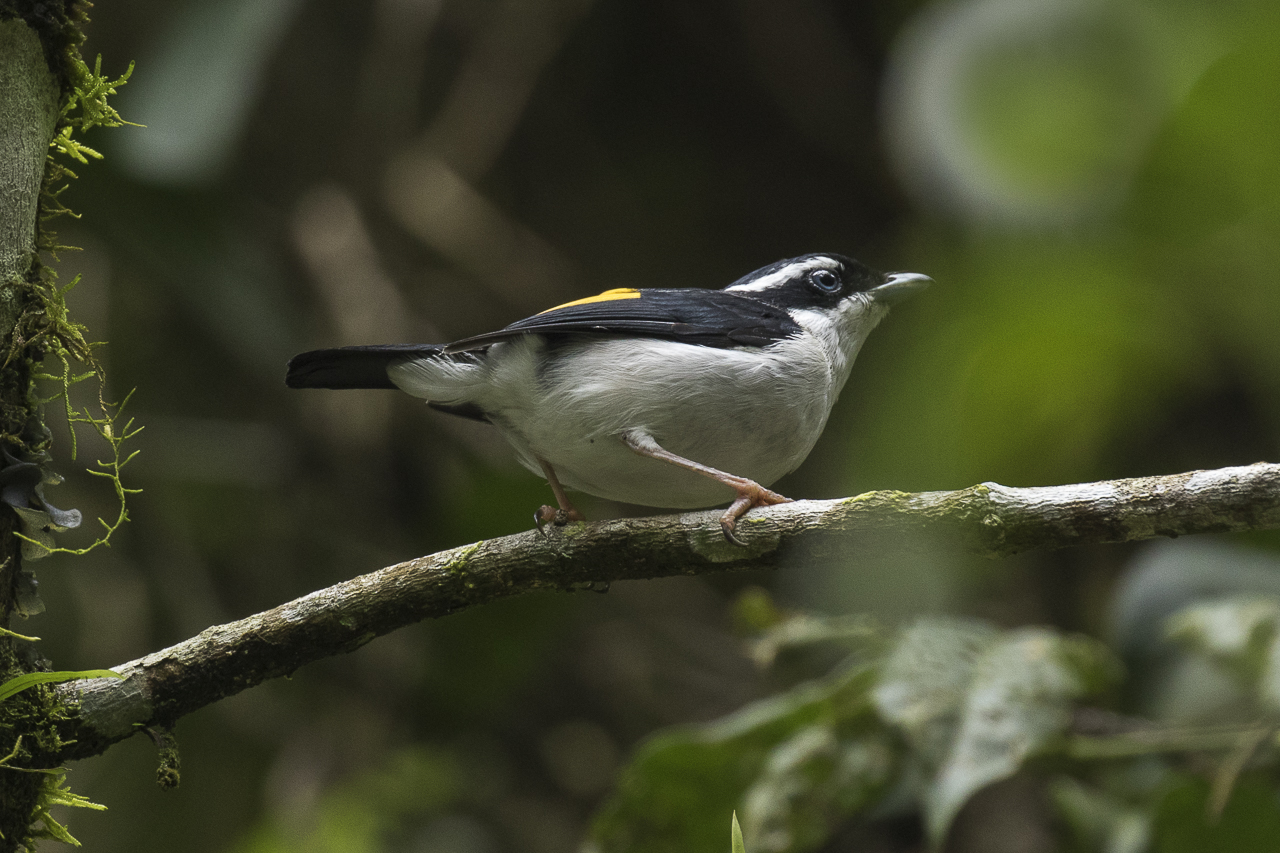
Ejemplar fotografiado en el parque nacional de Gunung Gede Pangrango, Java Occidental, Indonesia.

El género Pteruthius estuvo tradicionalmente colocado en la familia Timaliidae hasta que un estudio de análisis moleculares de ADN en 2007 encontró que no tenía ninguna afinidad con esa familia y que estarían mejor colocadas en la familia Vireonidae, que hasta entonces se pensó estaba restringida al Nuevo Mundo, y donde lo sitúan ahora las principales clasificaciones.
Es monotípica. Las especies Pteruthius aeralatus, P. annamensis y P. ripleyi, antes incluidas en la presente como subespecies, fueron separadas con base en las diferencias establecidas por los estudios filogenéticos y en las variaciones vocales.